# Ian Duncan Clement
Ian Duncan Clement  ( n. 1917) es un botánico estadounidense. Es especialista en Malvaceae.
En 1948 realiza su doctorado en la Universidad de Harvard defendiendo una tesis sobre A revision of the genus Sida (Malvaceae) excluding section Malvinda. Fue director del Jardín Atkins, y Laboratorio de Investigación de la Universidad de Harvard, de 1948 a 1962.

## Algunas publicaciones
- 1955. Studies in Sida (Malvaceae). Nº 180 de Contributions from the Gray Herbarium of Harvard Univ.

- 1954. Guide to the most interesting plants of the Atkins Garden. Harvard University. Atkins Garden & Research Lab.

- 1942. Checklist of certain fats and oils of botanical origin. Ed. Cambridge, Mass.

- La abreviatura «Clement» se emplea para indicar a Ian Duncan Clement como autoridad en la descripción y clasificación científica de los vegetales.[1]